# Грунвелд
Грунвелд (нід. Groenveld) — село в нідерландській провінції Північна Голландія. Входить до муніципалітету Схаген.
Його площа становить 3,41 км², а населення станом на 2021 рік складало 140 осіб.